# 段家楼
段家楼，位于中国河北省石家庄市井陉三矿桥西，为石家庄市井陉矿区的一个省级文物保护单位，类型为近现代文物，公布时间为2001年2月7日。
段家楼的历史年代为1906—1913年。